# Мотикарова къща
Мотикаровата къща е къща, паметник на културата в град София, България.

## Местоположение
Разположена е на улица „Асен Златаров“ № 1 в жилищна зона „Докторски паметник“, район Оборище в София.

## История
Къщата е построена в 1914 година от видния български революционер от Вътрешната македонска революционна организация Иван Мотикаров по проект на архитект Кирил Маричков.
Обявена е за паметник на културата в 1978 година.

## Описание
Симетричните фасади са украсени с извити гибели над главния корниз. В средата на „разперена“ фасада е кацнало балконче.